# Erzsébet Galgóczi
Erzsébet Galgóczi (ur. 27 sierpnia 1930 w Ménfőcsanak k. Győr, zm. 20 maja 1989 tamże) – węgierska pisarka, reporterka i scenarzystka filmowa

## Życiorys
Urodziła się w rodzinie chłopskiej. Studiowała w Wyższej Szkole Teatralnej w Budapeszcie. Zatrudniona była w Budapesztańskim Studiu Filmowym. Jej debiut literacki miał miejsce w 1950 roku. Od 1959 Erzsébet Galgóczi oddała się wyłącznie działalności pisarskiej. W jej utworach dominuje tematyka wiejska. Literatura zawiera obrazy przemian społeczno-obyczajowych i moralnych na węgierskiej wsi. Wydała 4 tomy opowiadań. W 1953 wydrukowano „Egy kosár hazai” („Kosz domowego jedzenia”). W 1961 ukazał się zbiór „Ott is esak hó van” („Tam też jest tylko śnieg”). W 1968 wydana została książka „Fiú a kastélyból” („Chłopiec z pałacu”). W 1971 pisarka opublikowała tom opowiadań „Kinek a törvénye?” („Czyje prawo?”). Poza małymi formami epickimi E. Galgóczi tworzyła także powieści. W 1961 wydała „Félúton” („W połowie drogi”), w 1972 „Pókháló” („Pajęczyna”). W 1976 roku ukazała się powieść „Wspólna wina” (polski przekład w 1987), zawierająca wątki kryminalne na wsi na tle powstania węgierskiego. Dorobek literacki węgierskiej pisarki obejmuje także wydaną w 1969 sztukę „A főügyész felesége” („Żona prokuratora”). W 1970 wydrukowane zostało zestawienie reportaży Galgóczi, publikowanych wcześniej w periodykach literackich, zatytułowane „Nádtetős szocializmus” („Socjalizm pod strzechą”). Reportaże stanowią dokumentację przobrażeń wsi węgierskiej ostatnich dwóch dekad. Przekładaniem literatury Erzsébet Galgóczi zajmowali się Krystyna Pisarska, Magdalena Roguska, Krzysztof Wołosiuk. Węgierską literatkę trzykrotnie wyróżniono nagrodą literacką im. Attili Józsefa (1962, 1969, 1976). W 1978 Erzsébet Galgóczi została laureatką najwyższej nagrody państwowej im. Kossutha (1978).

## Scenografia
Na podstawie źródła
- Egymásra nézve (1982)
- Bolondnagysága (1980)
- Kinek a törvénye? (1979)
- A Közös bün (1978)
- Pókháló (1974)